# Княжество Зенебищи
Княжество Зенебищи или княжество Гирокастро (1386 – 1418) е средновековно владение на територията на днешна Южна Албания с център Гирокастро.

## История
Княжеството възниква през 1386 г. начело с Гьон Зенебищи и просъществува до 1414 г., като е окончателно присъединено към Османската империя през 1418 г.
Историческите сведения намират през 1380 г. властела Гьон Зенебищи с титла севастократор, който титул датира от времето на т.нар. Душаново царство и последвалото го Епирско царство. Княжеството е васално на османците по времето на султан Мурад I, а синът на Гьон – Йоан или Иван е заложник в Одрин и след като приема исляма е по-известен като Хамза бей – един от най-известните османски командири. След битката при Балши, се обособява самостоятелното владение под османски сюзеренитет и васалитет – за сметка на владенията на съседните властелски фамилии Мърнявчевичи и Балшичи.
Княжеството е в непрестанно съперничество с деспотат Арта, а Гьон Зенебищи е женен за дъщерята на Гин Буа Спата.
През 1412 г., обединените сили на Гьон Зенебищи и Мурик Спата разгромяват армията на царя на Епир – Карло I Токо, но въпреки победата не успяват да овладеят столицата на Епир – Янина.
През 1434 г., наследникът на владението или феода под османска власт – Депе Зенебищи се връща в Гирокастро от остров Корфу и се пробва с венецианска подкрепа да си възвърне владението от османците, но пада убит през 1435 г.